# 原愛音
原 愛音（はら あいね、2003年〈平成15年〉8月8日 - ）は、日本の女優、モデル。福岡県出身。カバーガールエンターテインメント所属（芸映業務提携）。

## 来歴
13歳だった2016年からモデルとして地元福岡で活動スタート。2018年、短編映画「デットバケーション」（八幡貴美監督）にて映画初主演。MOOSIC LAB 2018の短編部門にて女優賞受賞。以降、九州と東京を拠点に本格的に女優として活動を開始。2021年、主演を務めた「みなに幸あれ」（下津優太監督）が日本ホラー映画大賞で、大賞を受賞。2022年春の高校卒業を期に、6月に上京。8月、JR東日本クロスステーション・NewDaysのイメージキャラクターに就任。2024年4月、NHK連続テレビ小説『虎に翼』に、主人公・猪爪寅子の学友である山田よねの姉・夏役で出演。
2025年4月2日深夜より、中京テレビ・日本テレビ系水曜プラチナイト枠で放送されるドラマ「霧尾ファンクラブ」に田代星羅役で出演している。

## 人物
- 妹と弟がいる3人兄弟の長女。小学生の頃まで新体操をやっていた[10]。
- インタビューでは尊敬する俳優に俳優業に興味を持ったきっかけでもある『ちはやふる』の広瀬すずをあげているほか、アクション作品に興味があるとして『キングダム』の清野菜名や『MOZU』の真木よう子を挙げている[11]。
- 趣味は、読書（小説や漫画）。

## 出演

### 映画
- デッドバケーション（2018年公開） - 映画初主演　※MOOSIC LAB 2018 【短編部門】女優賞受賞
- みなに幸あれ（2021年公開） - 主演 孫娘 役　※第1回日本ホラー映画大賞受賞
- 胸が鳴るのは君のせい（2021年6月4日公開） - 遠藤千 佳役
- 僕の町はお風呂が熱くて埋蔵金が出てラーメンが美味い。（2023年5月26日公開） - 壁花凛（主人公・トオルの同級生）役[12]
- 青すぎる、青（2023年11月4日公開） - 主人公の親友・本橋希良 役[13]
- 書けないんじゃない、書かないんだ（2024年） - 和泉朱莉 役（ダブル主演）[14]
- おいしくて泣くとき（2025年4月4日公開） - 江南理恵 役[15][16]

### ドラマ
- 天国からのラブソング（福岡放送50周年記念ドラマ、2020年3月15日放送） - ヒロイン、立花亜莉沙 役[17]
- メンズ校（テレビ東京、ドラマホリック!）第7話（2020年11月19日） - 源田新の中学時代の彼女、乾奈緒 役[18]
- 福岡恋愛白書パート17〜おはようマドンナ〜（KBC・九州朝日放送、2022年3月18日）
- Amazon Original ドラマ「モアザンワーズ/More Than Words」エピソード1（2022年9月16日より配信）
- 社畜OLちえ丸日記（Hulu、日本テレビ、2023年3月） - 居酒屋の店員 役[19]
- ヒロインの親友はハードスケジュール（Huluオリジナルドラマ、2023年4月12日より配信） - ゆりな 役[20]
- クールドジ男子（テレビ東京ドラマ25）第1話（2023年4月15日）[21]
- スタンドUPスタート（フジテレビ系・水曜22時枠）第5話（2023年2月15日）、最終話（同年3月29日） - 虎魂の新たな開発メンバー 役
- アイドル誕生 輝け昭和歌謡（NHK総合特集ドラマ、2023年12月1日） - 「スター誕生!」出場歌手 役[22]
- 虎に翼（NHK総合連続テレビ小説、第3週13話、2024年4月17日） - 山田夏 役
- 霧尾ファンクラブ（中京テレビ・日本テレビ系列、2025年4月3日 - 6月5日） - 田代星羅 役

### 舞台
- しゃーSHE彼女[23]　初舞台出演　※テレビ西日本にて放送（2021年11月9日より）[24]

### CM・広告
- 対話式進学塾『1対1 ネッツ』（広告、2017年2月）[25]
- フランソア アペル ぱっくんりんご（初テレビCM出演、2017年7月）[26]
- HTBエナジー「OBOETAYO（覚えたよ）」篇（CM、2019年2月）[27]
- 長崎ケーブルメディア「春のnキャン！ケーブルテレビ・インタネット」編 、「ながさきけーぶるスマホ」編（2019年3月）
- ユーズドセレクトショップ 西海岸（CM、2019年8月）[28]
- コープデリ TVCM 「疑問編」（2019年9月）[29]
- 小浜食糧株式会社・クルス（CM、2019年10月）[30]
- 「明治プロビオヨーグルトR-1」受験生応援CM（2019年12月10日）[31]
- ブルボン アルフォートミニ「青を味方に。春」編（2020年1月）[32]
- 久留米絣×BEAMSの新ブランド "CATHRI" のモデル（2020年3月）[33]
- FARMHOUSE どら焼き「焼き招き猫」（2020年3月）[34]
- JR HAKATA CITY 10th Anniversary「AMU LOVE YOU.」TVCM・ビジュアル（2021年2月）[35]
- AMU熊本×ONE PIECEグラフィック広告（2021年4月、モデル）[36][37]
- 近畿大学工学部 TVCM 第二弾『MAGUROBO(マグロボ) vs VUCA(ヴーカ)』（2021年8月3日公開）[38]
- 札幌パセオJRタワー、paseo Autumn『いろんな私に、いろんなパセオ。』（2021年9月）[39]
- 広島PARCOクリスマスビジュアル（2021年11月公開）[40]
- マルトモ 「お野菜まる®︎」シリーズ（CM、2022年3月16日公開）[41]
- NewDays（CM）
  - 「いい1日は、朝から」篇、「小さな幸せを見つけた」篇、「頑張った日の夜」篇（2022年8月23日より放映）
  - 「運命の出会いって、とっても甘いんです。」篇、「夜のゆったりタイムを、美味しくいただきます。」篇（2023年9月4日より放映）
- ハウステンボス（CM）
  - 花の街ミッフィーセレブレーション（2023年）[42]
  - ハウステンボスフラワーフェスティバル（2022年、2023年）[43][44]
- ホットペッパービューティー「クーポンを知らないサーヤ」篇、「エリア検索を知らないサーヤ」篇（2024年、WEB CM）[45][46]

### MV
- the shes gone「シーズンワン」（2019年10月19日公開）[47][48]
- LUCID DREAM「SG」（2024年9月21日公開）[49]

### web・書籍
- キャナルシティ博多YouTubeチャンネル[50]
  - niko and…でおうち時間を楽しむためのおすすめ商品を原愛音が聞いてみた件【キャナルシティ博多】（2021年3月29日公開）
  - Franc francでおうち時間を楽しむためのおすすめ商品を原愛音が聞いてみた件【キャナルシティ博多】（同年3月31日公開）
- NEXTGIRL図鑑2021-2022（2021年10月29日発売、玄光社）[51]
- 路地裏てぃーん。63人目（2021年11月26日）[52]
- 女優とカメラとフィルムと。原愛音 Photo by Dream Aya【第2回】（2022年7月23日、玄光社）[53]
- CM NOW 2022年11月号（2022年10月7日発売）[54]
- 装苑 2023年1月号「GIRL これからの、女の子vol.51」（文化出版局、2022年11月28日発売）[55]
- BOMB2023年6月号（ワン・パブリッシング）[56]
- 週プレポラリス（集英社、2022年12月19日発売）[57]
- 美少女百選2024（美少女図鑑）[58]